# بورکینابین سی
بورکینابین سی (به انگلیسی: Burkinabin C) با فرمول شیمیایی C۲۳H۲۴O۱۲ یک ترکیب شیمیایی است.